# 協調對齊技術
協調對齊技術（英語：Coital alignment technique），由於首字母縮略詞為CAT即貓的英文，所以有時會被稱為貓式體位，但其實與貓並無關係，性交體位中有一種俗稱為「磨玉米」 的姿勢，這是傳教士體位的一種變換，旨在在性交過程中更強烈地刺激陰蒂。

## 概述

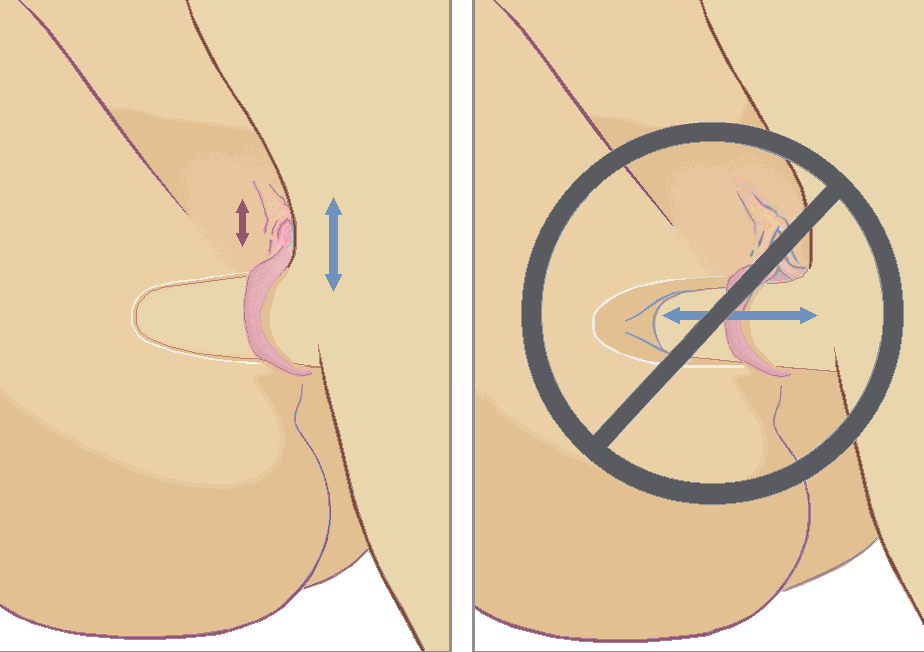

在傳教士體位的變換中，男性位於女性上方，但沿著女性的身體向上移動，直到他的勃起朝下方。這種姿勢能夠在性交過程中刺激陰蒂，因為陰莖的背側會對其施加壓力。不同於傳統傳教士體位，男性在向內運動時會向下移動（相對於女性），而在向外運動時則會向上移動。女性可能會纏繞她的腿在男性腰部附近。這種體位主要通過骨盆的運動來實現，沒有牽涉到手臂或腿部的運動。透過女性主導的向上搖動和男性主導的向下搖動，性愉悅會逐漸累積，使雙方能夠自然達到性高潮。另外，女性位於上方的變體則被稱為反向性交對準技巧。